# Westfalenbahn
De Westfalenbahn GmbH (afgekort: WFB; ook wel als WestfalenBahn geschreven) is een Duitse spoorwegmaatschappij. Westfalenbahn rijdt treinen in het noorden van Noordrijn-Westfalen en in Nedersaksen. Het hoofdkantoor bevindt zich in Bielefeld.

## Geschiedenis
De Westfalenbahn is in 2005 opgericht door vier bedrijven die een gelijke aandeel (25%) hadden in het bedrijf, het ging om de volgende bedrijven:
- Abellio GmbH, gevestigd te Berlijn, (dochter van NS);
- MoBiel GmbH, gevestigd te Bielefeld;
- Mindener Kreisbahnen GmbH, gevestigd te Minden;
- Verkehrsbetriebe Extertal GmbH, gevestigd te Extertal.

De eerste verkeersconcessie van het bedrijf startte in december 2007.
Sinds 12 juli 2017 was Westfalenbahn volledig in handen van Abellio GmbH.
In oktober 2024 nam BeNEX de Westfalenbahn over van het stopgezette Abellio.

## Verbindingen

### Huidige concessies
De Westfalenbahn exploiteert sinds 9 december 2017 twee concessies, Emsland-Express en Mittelland.

#### Emsland-Express
Op 25 september 2012 werd bekend dat Westfalenbahn de concessie door Landesnahverkehrsgesellschaft Niedersachsen mbH (LNVG) en Zweckverband Nahverkehr Westfalen-Lippe (NWL) voor het personenvervoer op de Emslandlinie per december 2015 voor een periode van 15 jaar heeft gekregen. Het gaat hierbij om de volgende lijn:
| Serie | Treinsoort                       | Route | Bijzonderheden                                           |
| ----- | -------------------------------- | --- | -------------------------------------------------------- |
| RE 15 | Regional-Express (Westfalenbahn) | (Emden Außenhafen – ) Emden Hbf – Leer (Ostfriesl) – Papenburg (Ems) – Meppen – Lingen (Ems) – Rheine – Münster (Westf) Hbf | Emsland-Express Enkele treinen van/naar Emden Außenhafen |

Voor deze verbinding zijn 15 vierdelige elektrische treinstellen van het type FLIRT bij Stadler Rail besteld met een vloerhoogte van 76 centimeter. De treinstellen worden bij Alpha Trains geleased.

#### Mittelland
Op 4 november 2012 werd bekend dat Westfalenbahn de concessie door Landesnahverkehrsgesellschaft Niedersachsen mbH (LNVG) en Zweckverband Nahverkehr Westfalen-Lippe (NWL) voor het personenvervoer op de Mittellandlinie per december 2015 voor een periode van 15 jaar heeft gekregen. Het gaat hierbij om de volgende lijnen:
| Serie | Treinsoort                       | Route | Bijzonderheden                      |
| ----- | -------------------------------- | --- | ----------------------------------- |
| RE 60 | Regional-Express (Westfalenbahn) | Rheine – Osnabrück Hbf – Bünde (Westf) – Löhne (Westf) – Bad Oeynhausen – Minden (Westf) – Hannover Hbf – Lehrte – Braunschweig Hbf | Ems-Leine-Express 1x per twee uur   |
| RE 70 | Regional-Express (Westfalenbahn) | Bielefeld Hbf – Herford – Löhne (Westf) – Bad Oeynhausen – Minden (Westf) – Hannover Hbf – Lehrte – Braunschweig Hbf                | Weser-Leine-Express 1x per twee uur |

Voor deze verbindingen zijn 13 zesdelige elektrische treinstellen besteld van het type KISS bij Stadler Rail met een vloerhoogte van 76 centimeter. De treinstellen worden bij Alpha Trains geleased.

### Voormalige concessies

#### Teutoburger Wald-Netz
De Westfalenbahn exploiteerde tussen 9 december 2007 en 9 december 2017 (10 jaar) het Teutoburger Wald-Netz rond Münster, Osnabrück, Bielefeld en Paderborn. De lijnen hadden een totale lengte van 300 kilometer, de concessie omvatte circa 4 miljoen treinkilometers per jaar. De concessie omvatte de volgende lijnen:
| Serie       | Treinsoort                      | Route                                                                                            | Bijzonderheden    |
| ----------- | ------------------------------- | ------------------------------------------------------------------------------------------------ | ----------------- |
| 20350 RB 61 | Stoptrein/Regionalbahn (Keolis) | Hengelo – Bad Bentheim – Rheine – Osnabrück Hbf – Bünde(Westf) – Bielefeld Hbf                   | Wiehengebirgsbahn |
| RB 65       | Regionalbahn (eurobahn)         | Münster (Westf) Hbf – Rheine                                                                     | Ems-Bahn          |
| RB 66       | Regionalbahn (eurobahn)         | Münster Hbf – Lengerich (Westf) – Osnabrück Hbf                                                  | Teuto-Bahn        |
| RB 72       | Regionalbahn (eurobahn)         | Herford – Bad Salzuflen – Detmold – Horn-Bad Meinberg – Leopoldstal – Altenbeken – Paderborn Hbf | Ostwestfalen-Bahn |

De 4 miljoen treinkilometers per jaar werden onderverdeeld onder twee concessieverleners:
- Zweckverband Nahverkehr Westfalen-Lippe (NWL) als overkoepelende concessieverlener voor:
  - Zweckverband SPNV Münsterland (ZVM): 1,7 miljoen kilometer;
  - Zweckverband Verkehrsverbund OWL (VVOWL): 1 miljoen kilometer;
  - Nahverkehrsverbund Paderborn-Höxter (NPH): 0,4 miljoen kilometer;
- Landesnahverkehrsgesellschaft Niedersachsen (LNVG): 0,9 miljoen kilometer.

Sinds de overname van deze concessie van de vorige vervoerder DB Regio NRW werden 's avonds weer enkele slagen tussen Paderborn - Herford - Bielefeld en een doorgaande verbinding van Osnabrück naar Detmold (in het weekend naar Paderborn) aangeboden. De oorspronkelijke naam die voor deze verbinding gebruikt werd (RB 62 Der Cherusker) werd niet meer gebruikt. Daarnaast omvatte de concessie enkele slagen aan de rand van de dag van de eurobahn-lijn RE 82 (Der Leineweber) tussen Herford en Bad Salzuflen.
Op 6 november 2014 kondigde de NWL, de ZVM evenals de Regio Twente aan dat de concessie per december 2017 van Westfalenbahn en DB Regio NRW naar eurobahn zou overgaan voor een periode van 15 jaar. Westfalenbahn ging op 13 januari 2015 hiertegen in beroep, dit bezwaar werd op 25 januari 2015 gegrond verklaard. Na een interne herziening van de aanbieding trok de Westfalenbahn zijn bezwaar op 30 juni 2015 in.

##### Materieel

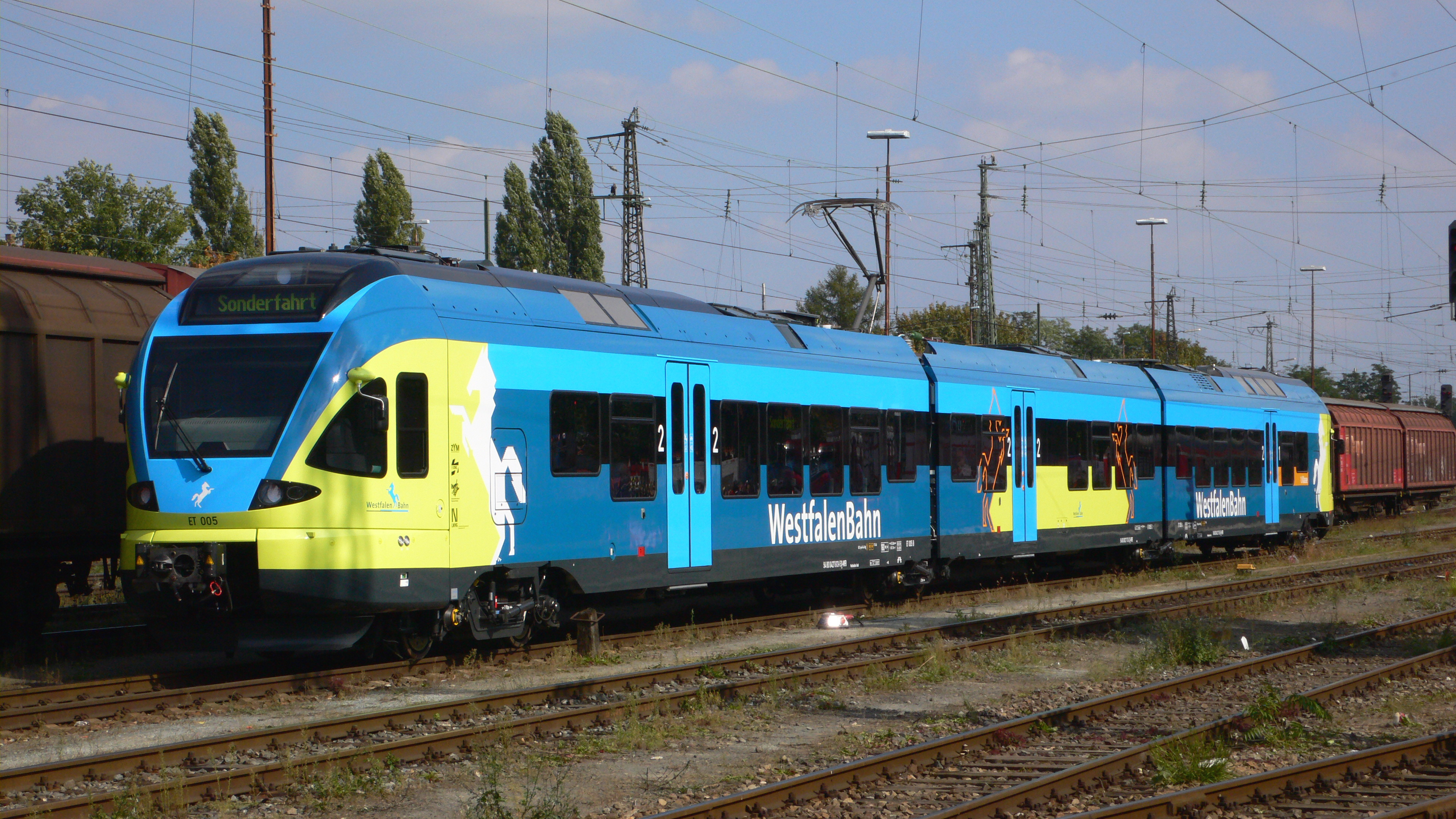
Treinstel ET 005 (2007)

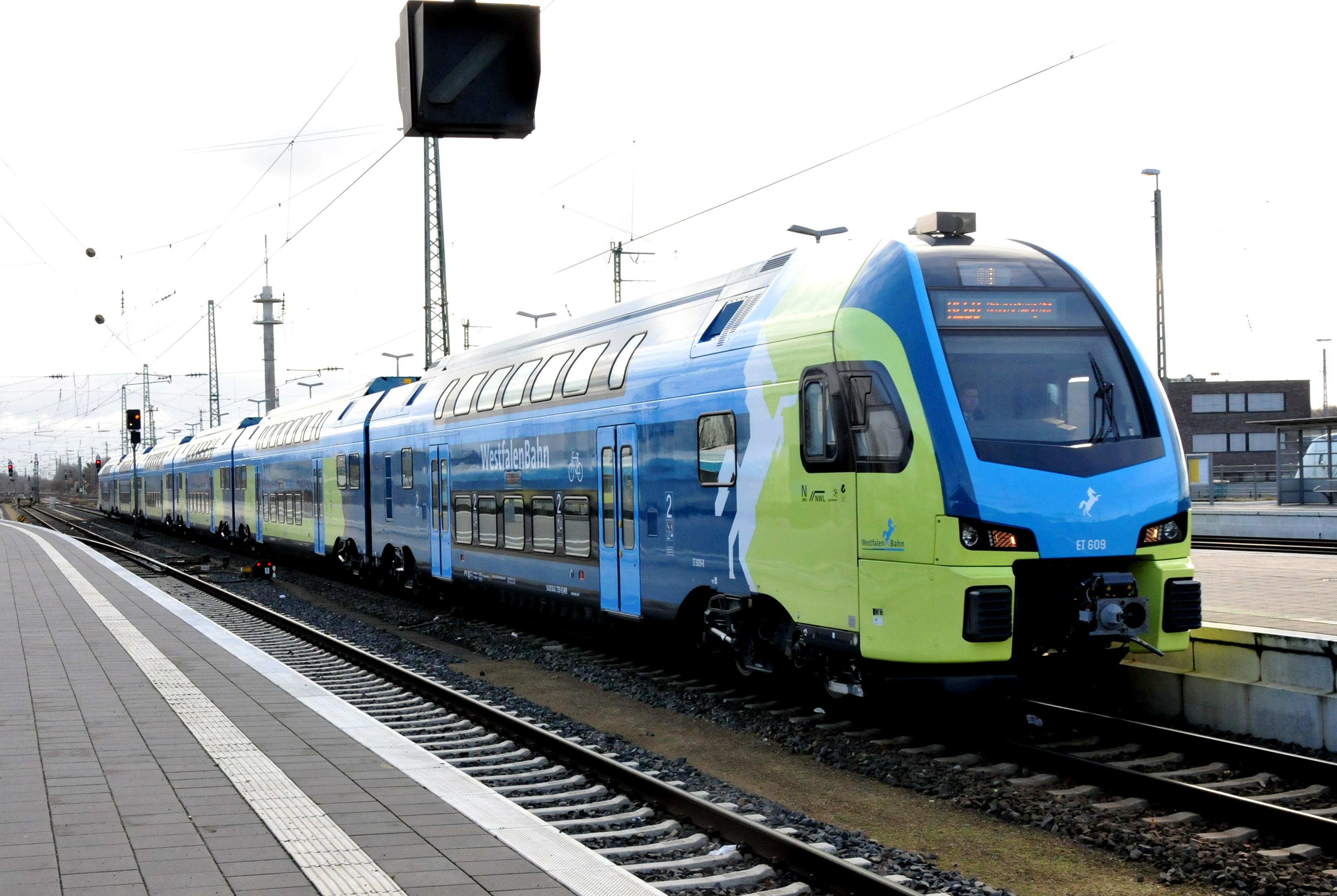
Treinstel ET 609 (2015)

In het Teutoburger Wald-Netz werden 14 driedelige en 5 vijfdelige elektrische treinstellen van het type FLIRT van de Zwitserse fabrikant Stadler Rail ingezet. De treinstellen werden bij Alpha Trains geleased. De laagvloerige treinstellen hebben een maximumsnelheid van 160 km/h (in de praktijk alleen toepasbaar op de baanvakken Münster - Osnabrück en Herford - Paderborn; op de andere baanvakken is de maximumsnelheid 140 km/h), en hebben 181 (driedelig) of 300 (vijfdelig) zitplaatsen. De driedelige treinstellen beschikken over drie deuren aan elke zijde. Bij alle ingangen zijn er klapstoeltjes voor reizigers met veel bagage, kinderwagens, fietsen of een rolstoel. In het midden van de trein bevindt zich een groot toilet met bij de middelste deur een grote ruimte voor fietsen en rolstoelen etc. De vijfdelige treinstellen beschikken over vijf deuren en twee wc's. 
Er kwam kritiek van reizigers doordat de treinen, in vergelijking met de regionale treinen van de Deutsche Bahn, te weinig deuren zouden hebben evenals luidruchtige schuiftreden. Daarnaast leidde de geringere capaciteit van de treinstellen tussen Bielefeld en Bad Bentheim, in vergelijking met de oude treinstellen van voor december 2007 (Baureihe 425), tot volle treinen in de spits.

##### Tariefgebieden

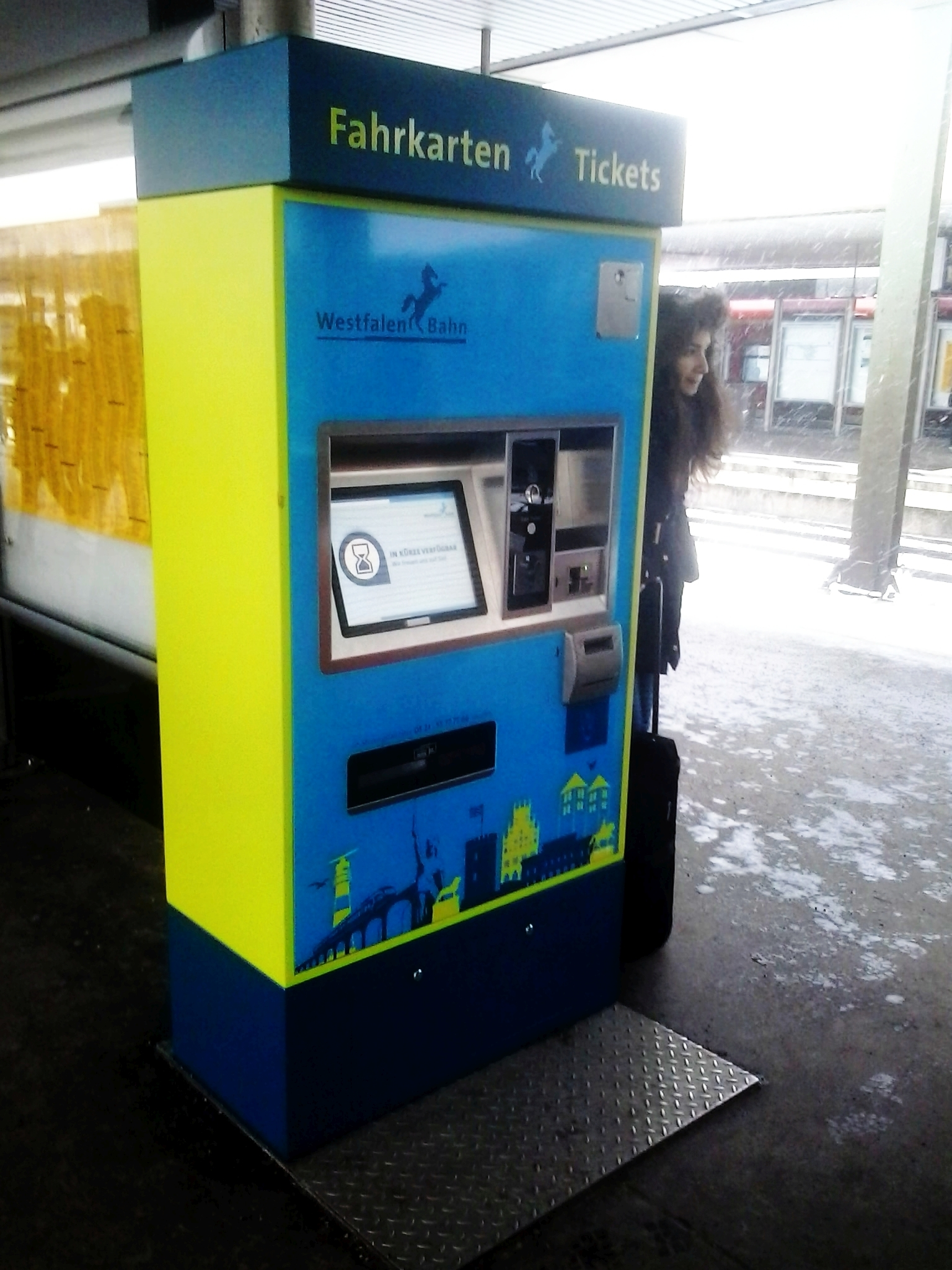
Kaartenautomaat van de Westfalenbahn (2016)

De Westfalenbahn bediende vanaf het begin van de concessie Teutoburger Wald-Netz vier tariefgebieden. Voor elk gebied werd gebruikgemaakt van het tariefsysteem van de concessieverlener (Münsterlandtarif, VVOWL Der Sechser en NPH Hochstifttarif), daarnaast ook het NRW-Tarif en het streekvervoerstarief van de DB. Deze situatie leidde ertoe dat 1 lijn, de RB 61 Wiehengebirgsbahn tussen Bad Bentheim en Bielefeld, opgedeeld werd in vier verschillende tariefgebieden:
1. Bad Bentheim - Rheine: Tariefsysteem Nedersaksen en DB-tarief;
2. Rheine - Osnabrück: Münsterlandtarif;
3. Osnabrück - Bünde: tariefsysteem Nedersaksen, DB-tarief en NRW-tarief;
4. Bünde - Bielefeld: tariefsysteem Der Sechser.

Per 1 augustus 2017 zijn het Münsterlandtarif, VVOWL Der Sechser en NPH Hochstifttarif samengevoegd tot het Westfalentarif. 

## Werkplaatsen
De werkplaats van de Westfalenbahn bevindt zich in Rheine op het terrein van de firma Windhoff. De hal werd door Windhoff zelf gebouwd en voor een periode van 10 jaar verhuurd aan de Westfalenbahn.
Voor de treinstellen van de Mittelland-Linie bouwde de aandeelhouder Mindener Kreisbahnen een opstelhal in Minden. De niet meer benodigde stukgoederenloods werd verlengd en uitgebreid, zodat er een 173 meter lange en twee sporen brede hal ontstond. Deze hal, bekend als Bahnbetriebswerk Minden II, wordt door de Mindener Kreisbahnen geëxploiteerd en aan de Westfalenbahn verhuurd. De bouw kostte circa 10 miljoen euro. Sinds december 2015 worden ook de 13 nieuwe zesdelige treinstellen van het type Stadler KISS hier opgesteld.
Daarnaast worden er ook treinstellen in de openlucht opgesteld in Bielefeld, Braunschweig, Detmold, Emden, Hannover, Meppen, Minden (Westf), Münster (Westf), Osnabrück, Paderborn en Rheine.

## Logo
Het logo van de Westfalenbahn, een gestileerd paard, moet waarschijnlijk de Saksenros (Westfalenpferd) voorstellen, maar doordat de staart naar beneden hangt lijkt hij meer op een Niedersachsenross.